# 輸出
輸出（ゆしゅつ、英語: export）とは、自国の産物や技術などを外国に向けて送り出すこと。特に、自国の商品を外国へ売ること。関税法における「輸出」は貨物を外国に送り出すこと。対義語は輸入。

## 概要
典型的には、自国の商品を外国へ売る取引である（なお決済は販売先の国の通貨（外貨）で行う場合も、自国の通貨で行う場合も、アメリカドルなどで行う場合もありうる）。また、自国の産物や技術などを外国に向けて送り出すことでもあり、この場合、無償で送り出すことも含める。また自国の関税法における「輸出」も「貨物を外国に送り出すこと」と規定されているため、やはり無償貨物も含まれる。

## 歴史
近代以前においては、香辛料や茶など、輸入国で入手困難な特産品・奢侈品の輸出が多く、欧米諸国による植民地支配によるものも含まれる。輸出の対価は、金や銀などの貨幣で支払われたが、それらの貨幣はその場で輸入国で産出する商品に換えられ、商品となって輸出国へ戻った。
近代以降は、特産品ではなく一般的な衣類などの商品が輸出の主役となった。それらの一般的な商品を低コストで生産できる国が輸出国として台頭した。（比較優位）
現代においても、電子部品・農作物等の一般的な商品が大量に輸出されている。
日本では、資源を国外から輸入し、それを加工した完成品を海外へと輸出することが多い（加工貿易）。なかでも輸送機器、自動車に関連する貿易は大きく、世界中へ輸出されている。

## 「輸出」の読み方の変遷
「輸」の正音は「しゅ」であり、かつての読み方は「しゅしゅつ」だった。実は、「ゆ」は慣用音である。たとえば坪内逍遙の1886年の作品『内地雑居未来之夢』の中では「直に印度綿を御国に輸入(しゅにう)し、盛に金巾をば製出して、之を支那其他へ輸出(シュシュツ)せん歟」と書かれていた。
現在の一般的な読み方は、「ゆしゅつ」である。日本大百科全書も【輸出（ゆしゅつ）】と項目を立てており、デジタル大辞泉も【輸出（ゆしゅつ）】で項目を立てている。広辞苑第六版も、説明が掲載されている項目は【輸出（ゆしゅつ）】のほうであり、「しゅしゅつ」を引いても、「輸出（ゆしゅつ）」を参照せよと表示されている。現在の社会科の授業でも「ゆしゅつ」と習う。NHKでも発音は「ゆしゅつ」である。現代日本語では「しゅしゅつ」はすでに使われていない。